# FM 99.00 Dub Manifest
FM 99.00 Dub Manifest es el segundo álbum del músico del País Vasco Fermin Muguruza.
Para llevar al directo su anterior trabajo de estudio, Brigadistak Sound System, Fermin Muguruza reclutó a un plantel internacional de músicos para acompañarle como banda de acompañamiento: la Fermin Muguruza Dub Manifest, compuesta por músicos vascos, franceses e italianos que ya habían participado en las sesiones de Brigadistak. Con esta banda Fermin Muguruza entró al estudio para darle forma a su nuevo trabajo.
El álbum se grabó entre los estudios Katarain y los estudios Garate, propiedad de Ángel Katarain y Kaki Arkarazo, respectivamente, habituales colaboradores del músico de Irún. Colaboraron en el álbum los cantantes de Zebda, el grupo de rap Selektah Kolektiboa, Anari, Eneko Abrego (de BAP!!) o Nacho Murgui (ex Hechos Contra el Decoro).
El álbum fue enteramente compuesto por Muguruza, excepto la letra de «Mendebaldarketa» (en castellano «occidentalización»), basada en un poema del escritor Joseba Sarrionandia.
En Europa se editó tanto en CD como en LP de la mano de Gridalo Forte Records.

## Lista de canciones
1. «FM 99.00 Dub Manifest»
(Letra y música: Fermin Muguruza.)
2. «Ekhi eder» («Sol hermoso»)
(Letra y música: Fermin Muguruza.)
3. «Bere-Bar»
(Letra y música: Fermin Muguruza.)
4. «Itaka berriro» («Ítaca, de nuevo»)
(Letra y música: Fermin Muguruza.)
5. «Gizon armatuak» («Hombres armados»)
(Letra y música: Fermin Muguruza.)
6. «Big Beñat eta Korrika 2001. Mundu bat Bildu» («Big Beñat y la Korrika 2001. Construir un mundo nuevo»)
(Letra y música: Fermin Muguruza.)
7. «Mendebaldarketa» («Occidentalización»)
(Letra: Joseba Sarrionandia/Fermin Muguruza. Música: Fermin Muguruza.)
8. «Diru espainol zikina» («Sucio dinero español»)
(Letra y música: Fermin Muguruza.)
9. «Radical chic»
(Letra y música: Fermin Muguruza.)
10. «Irudikeriak» («Espejismos»)
(Letra y música: Fermin Muguruza.)

## Personal

### Músicos
- Fermin Muguruza: voz principal.
- Grupo: Dub Manifest
  - Sorkun: coros
  - Mikel Abrego: batería
  - Oskar Benas: guitarra.
  - Hugues Schecroun: teclados.
  - Brice Toutoukpo: bajo.
  - Stefano Cecchi: trompeta.
  - Francesco «Sandokan» Antonozzi: trombón.
- Magyb Cherfi (Zebda): voz en «Bere-Bar».
- Mustapha Amokrane (Zebda): voz en «Bere-Bar».
- Hakim Amokrane (Zebda): voz en «Bere-Bar».
- Remi Sánchez (Zebda): voz en «Bere-Bar».
- Wagner: voz y percusiones en «Gizon armatuak».
- Muñeko: percusiones, bajo y piano en «Gizon armatuak», y percusiones en «Mendebaldarketa».
- Eneko BAP!!: voz en «Mendebaldarketa».
- Anari: voz en «Mendebaldarketa».
- Selektah Kolektiboa: colaboración en «Diru espainol zikina».
- Nacho Murgui: voz en «Radical chic».
- Shantal Arroyo (Oberbass): voz en «Diru espainol zikina».
- Jexux Artze y Pello de la Cruz: txalapartaris en «Irudikeriak».

### Personal técnico
- Joseba Ponce: diseño y maquetación.
- José Ramón Morquillas: fotografía de «Artists do not cross the line».[1]
- Amaia Jokano: fotografías en blanco y negro.
- Sonia Deysieux: fotografías en color.
- Galder Izagirre: fotografía de la banda.
- Garikoitz Garaialde: fotografía de portada.
- Angel G. Katarain: grabación y técnico de sonido.
- Kaki Arkarazo: grabación, mezclas y producción.